# Numero di Kaprekar
In matematica, un numero di Kaprekar in una data base è un numero intero non-negativo, il cui quadrato (nella stessa base) può essere suddiviso in due parti che, sommate tra loro, forniscono nuovamente il numero di partenza.
Per esempio, 297 è un numero di Kaprekar nel sistema numerico decimale, perché 2972 = 88209, che si può suddividere in 88 e 209, e 88 + 209 = 297. La seconda parte può iniziare con uno zero, ma deve essere un numero positivo. Per esempio, 999 è un numero di Kaprekar in base 10, poiché 9992 = 998001, che si può dividere in 998 e 001, e 998 + 001 = 999 mentre il numero 100 non lo è poiché anche se 1002 = 10000 e 100 + 00 = 100, il secondo addendo non è un numero positivo.
La riformulazione dei concetti esposti in termini più rigorosi può essere così espressa: 
Si consideri un numero X che sia intero e non negativo. X è un numero di Kaprekar in base b se esistono dei numeri interi non negativi n, A e B che soddisfino le tre condizioni seguenti:
0 < B < bn
X² = Abn + B
X = A + B
I primi numeri di Kaprekar in base 10 sono:
1, 9, 45, 55, 99, 297, 703, 999, 2223, 2728, 4879, 4950, 5050, 5292, 7272, 7777, 9999, 17344, 22222, 38962, 77778, 82656, 95121, 99999, 142857, 148149, 181819, 187110, 208495, 318682, 329967, 351352, 356643, 390313, 461539, 466830, 499500, 500500, 533170
Nella numerazione binaria, tutti i numeri perfetti pari sono numeri di Kaprekar.
Per ogni base esistono infiniti numeri di Kaprekar; in particolare, per una data base b tutti i numeri di forma bn - 1 sono numeri di Kaprekar.
I numeri di Kaprekar prendono il nome da D. R. Kaprekar.